# Villa Spinola Dufour
La villa Spinola Dufour è un edificio storico italiano sito nell'ex comune di Cornigliano, dal 1926 quartiere di Genova. È un significativo esempio di villa genovese prealessiana e ha conservato sia l'edificio padronale, sia i locali di servizio.

## Le ville

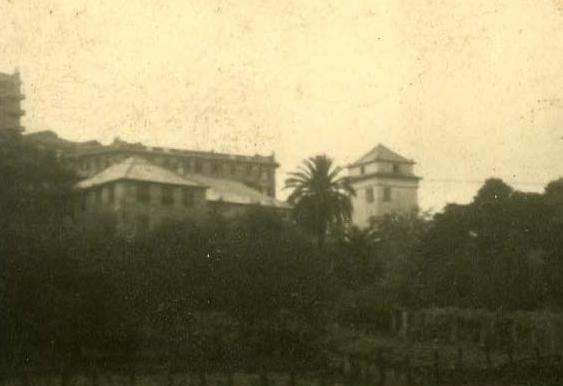
Il complesso in una fotografia del 1930 circa

Complesso architettonico quadrangolare, costituito da due ville distinte e contigue, chiamate "di Ponente" e "di Levante", faceva parte della cosiddetta via Aurea fortificata che si snodava ai piedi della collina di Coronata fino allo scomparso Promontorio Raggio, e raggruppava una serie di torri d'avvistamento e difesa le cui tenute sono poi state convertite in ville patrizie.
Originariamente proprietà, come molte altre ville di Cornigliano, della famiglia Spinola, passò dal ramo San Luca della famiglia ai Dufour nel 1858. Qui visse e prese ispirazione Maurizio Dufour, noto architetto genovese.
Entrambe le ville sono ciclicamente aperte al pubblico in occasione dei Rolli Days, con rappresentazioni teatrali e visite guidate gratuite.

### Villa Spinola Dufour di Levante
La porzione più antica presenta elementi tardo quattrocenteschi che attestano la proprietà Spinola. Alla fine del Cinquecento una radicale trasformazione porta a un ampliamento del palazzo verso sud mentre durante il terzo decennio dell'Ottocento viene realizzata una nuova decorazione. A metà dello stesso secolo passa alla famiglia Dufour.
La villa costituisce l'esempio più complesso di residenza di villeggiatura di Cornigliano. Ha infatti conservato i rapporti originali fra i suoi elementi: palazzo padronale, la torre difensiva, gli edifici di servizio e soprattutto il giardino con alberi secolari.
Gli interni monumentali si aprono da un grande atrio con pavimento a quadroni d'ardesia e volta a padiglione lunettata e conducendo in sale laterali con volte a stella e a padiglione con elementi ornamentali accuratamente conservati. Al piano nobile il grande salone si affaccia sulla terrazza collegata alla torre ed è affiancata da numerosi salotti con decorazioni ottocentesche.
Un restauro voluto dalla famiglia Dufour e conclusosi nel 2013 ha ripristinato in parte la bellezza dell'edificio a levante, sopravvissuto alle svendite e lottizzazioni che hanno interessato molte altre Ville di Genova.

### Villa Spinola Dufour di Ponente
Strettamente legato all'edificio di Levante, l'edificio di Ponente presenta una identità che lo contraddistingue dal gemello.
Si nota soprattutto una maggiore stratificazione architettonica, una più marcata complessità nella struttura e si riconoscono le variazioni intervenute nel tempo.
La villa di Ponente è costituita da un corpo centrale, una torre d'avvistamento (allineata a via Tonale), affiancata da un portale in stile manierista.
All'interno dell'edificio, il nucleo originario può essere identificato dal vano chiamato Galleria, presso il quale permangono elementi protorinascimentali nelle decorazioni, con foglie d'acanto dei capitelli che sorreggono la volta a crociera rifinita con chiavi di volta in pietra di Promontorio.
Sebbene nella struttura moderna la Galleria sia un vano interno, nella configurazione originale dell'edificio era una parte del cortile interno della villa, di cui rimangono testimonianze sino al Novecento.
Dello stesso periodo e sviluppo della villa di Levante sono i vani con volte stellate e ribassate.
Lo scomparso giardino della villa, presenta vestigia di una struttura all'italiana, unico esempio in questa zona con tale configurazione paesaggistica. Caratterizzato da terrecotte che ospitavano grandi alberi di camelie, nel giardino vi erano inoltre marmi e statue, preduti nel tempo: dell'assetto originale permangono l'area dedicata al gioco del pallone con due grandi nicchie e una loggia a serliana detta "del gufo".